# Евсевий Эмесский
Евсевий Эмесский (ок. 300 — ок. 360) — греческий экзегет, близкий к антиохийской школе, был другом Евсевия Никомедийского.
Родился в знатной семье в Эдессе, изучал теологию в Кесарии и Антиохии у Евсевия Кесарийского и Патрофила Скифопольского.
Из Антиохии Евсевий переехал в Александрии, где изучал философию, математику и астрономию; Созомен пишет, что главной причиной отъезда Евсевия в Александрию было желание избежать священнического сана.
Иероним Стридонский в своем сочинении «О знаменитых мужах» писал о Евсевии как о высокообразованном человеке, написавшем множество книг, достойных вызвать восторг читателя, отмечая при этом, что Евсевий писал, «строже других следуя историческим фактам» (лат. magisque historiam secutus).
Репутация Евсевия была столь высока, что после изгнания Афанасия Великого из Александрии в 340 г. на Антиохийском соборе 341 г. он был избран епископом Александрии. Сознавая не столько религиозные, сколько политические обязанности этого поста, Евсевий отказался, и собор назначил его епископом Эмессы (современный Хомс). Однако вскоре после назначения христиане Эмессы возмутились против излишне ученого, по их мнению, епископа: по словам Сократа Схоластика:

…эмессцы восстали против его рукоположения, ибо, под предлогом любви к математике, Евсевий говорил нелепости.
— Сократ Схоластик. Церковная история. Книга II, Глава 9 «О Евсевии Эмесском»
Евсевий бежал из Эмессы в Лаодикию, к своему другу епископу Георгию, и, затем, заручившись с его помощью поддержкой антиохийского клира, вернулся в Эмессу.